# Dornbirn
Dornbirn là một thành phố Áo. Thành phố lớn nhất bang Vorarlberg và lớn thứ 10 của Áo. Thành phố có dân số 42.478 người. Đây là trung tâm hành chính của (Bezirk) Dornbirn, huyện cũng bao gồm thành phố Hohenems, và thị xã Lustenau.
Thành phố nằm ở phía tây bang ở độ cao 437 mét trên mực nước biển trong thung lũng Rhine tại chân dãy núi Karren. Nó là một trung tâm thương mại và mua sắm quan trọng.

## Địa lý

### Vị trí
Dornbirn nằm ở độ cao 437 mét trên mực nước biển trong Thung lũng song Rhine vùng Alps, nằm dưới chân núi Karren, một phần của vùng rừng núi Bregenz ở rìa Đông Alps. Nó nằm gần biên giới với Thụy Sĩ, Đức và Liechtenstein. Sông Dornbirner Ach chảy qua thị trấn và sau đó đổ vào Hồ Constance.

### Cấu trúc thành phố

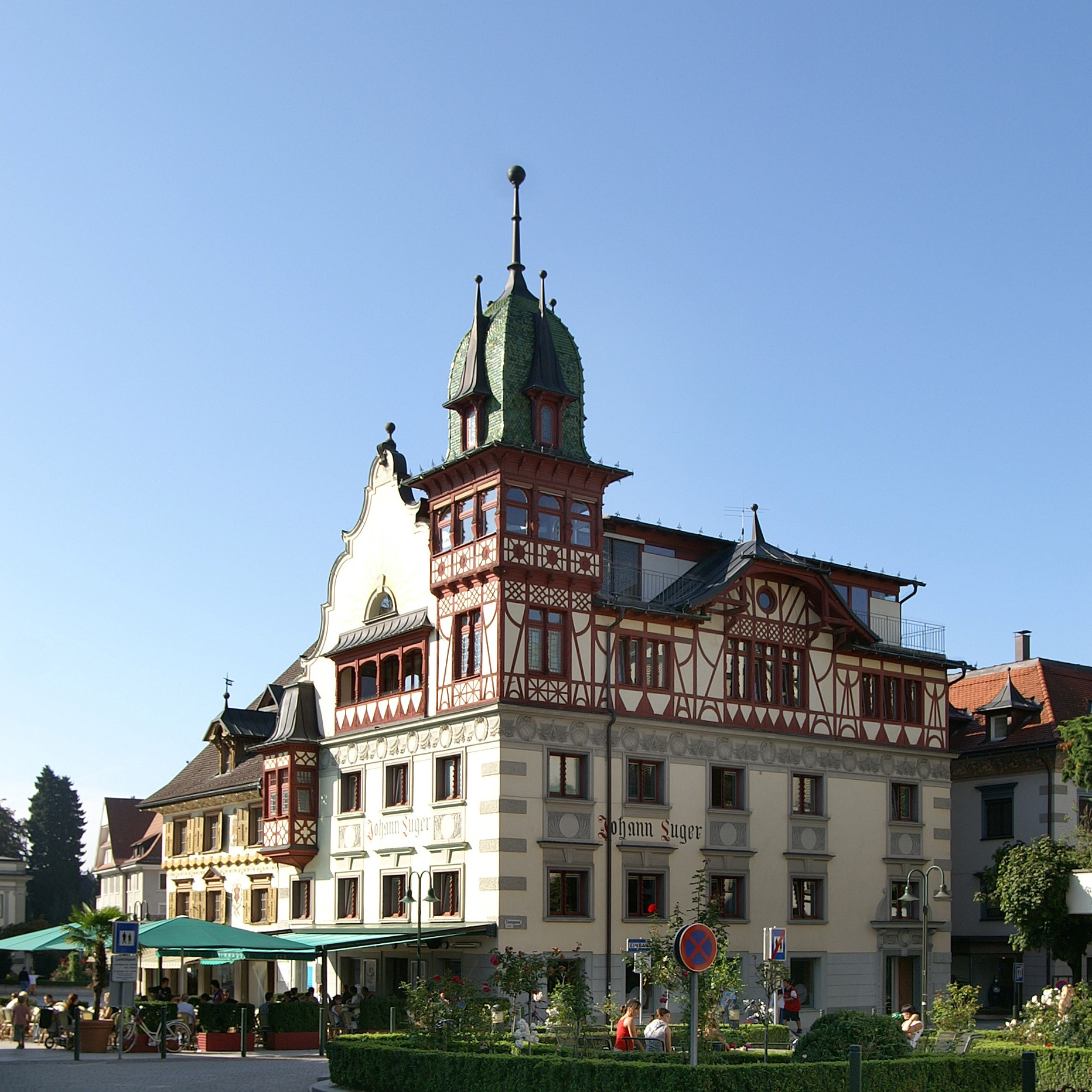
Marktplatz

Dornbirn từng chỉ bao gồm bốn "phần tư" hoặc các khu: Markt, Hatlerdorf, Oberdorf và Haselstauden. Đến thế kỷ 20, Dornbirn đã sáp nhập hai cộng đồng độc lập trước đây ở phía tây: Rohrbach và Schoren, do đó nâng tổng số khu vực lên thành sáu khu.

### Các thành thị lân cận
Bản thân thị trấn Dornbirn chiếm gần 70% diện tích của huyện Dornbirn và giáp với nhiều thành thị khác: Hohenems và Lustenau, 15 thành thị của huyện Bregenz: (Lauterach, Wolfurt, Schwarzach, Bildstein, Alberschwende, Schwarzenberg, Reuthe, Mellau, Damüls) và bốn thành thị của huyện Feldkirch: (Laterns, Zwischenwasser, Viktorsberg, Fraxern).

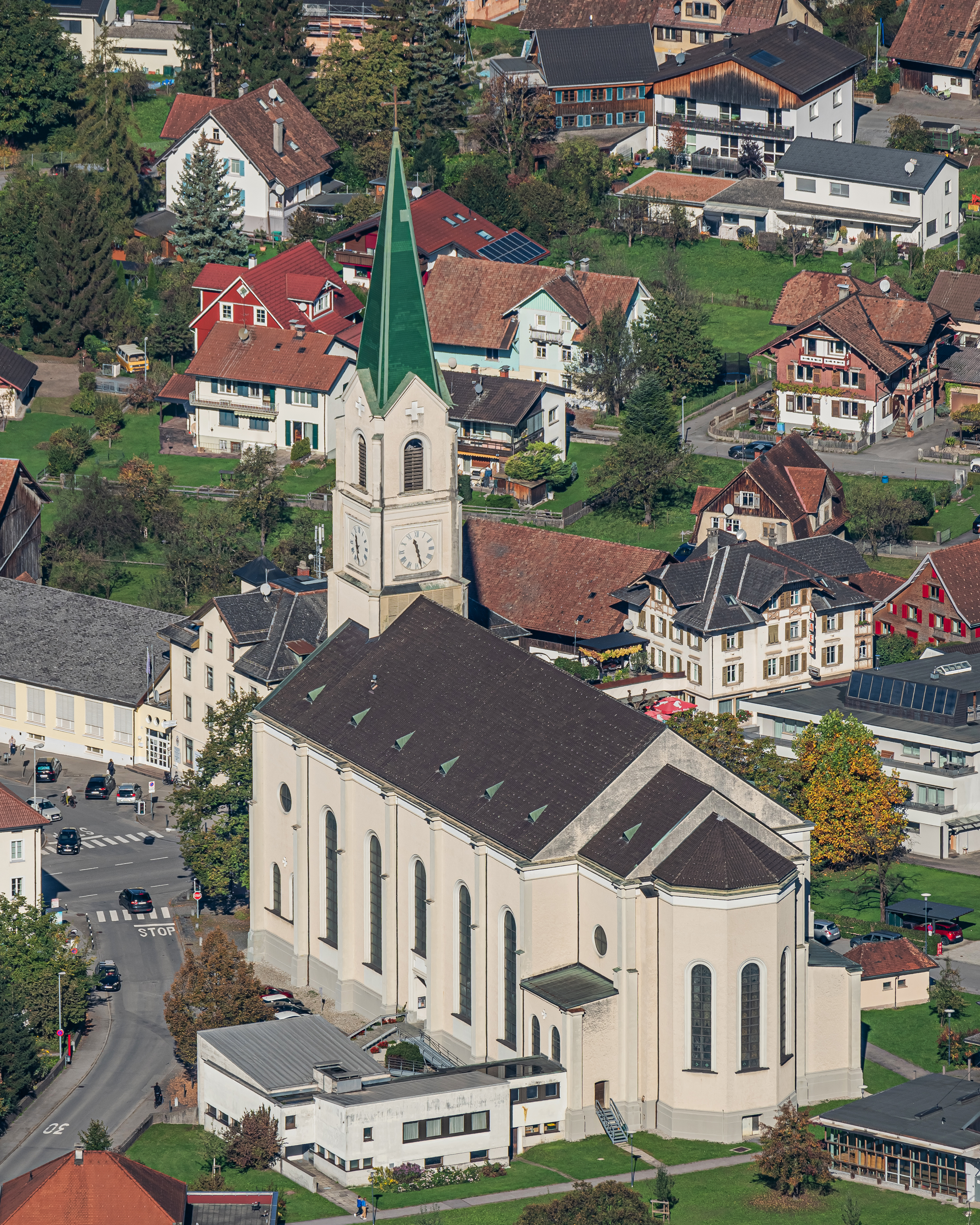
Nhà thờ St. Leopold, Dornbirn

## Lịch sử
Bằng chứng sớm nhất về sự hiện diện của con người ở khu vực Dornbirn bắt đầu từ Thời đại đồ đá giữa. Tên "Dornbirn" bắt nguồn từ "torrin puirron", có nghĩa là 'Khu định cư Torro' (tên của một nông dân người Alemanni sống ở đó) và do đó không liên quan gì đến "lê" (tiếng Đức "Birnen "), mặc dù quả này được khắc họa nổi bật trên biểu tượng của thị trấn. 'Torrin puirron' được đề cập lần đầu tiên vào năm 895 trong một tài liệu từ St. Gallen (Thụy Sĩ).
Dornbirn trở thành một phần của Chế độ quân chủ Habsburg vào năm 1380. Năm 1793, nó trở thành một thành thị. Nó không được trao quy chế thành phố cho đến năm 1901. Năm 1932, làng Ebnit bị sát nhập. Năm 1969, Dornbirn trở thành trụ sở hành chính của huyện Dornbirn mới.

### Biên lịch sử
1881: dịch vụ điện thoại đầu tiên của đế quốc Áo được Hoàng đế Franz Joseph I của Áo khánh thành vào ngày 10 tháng 8 năm 1881.

## Politics

### Hội đồng thành phố

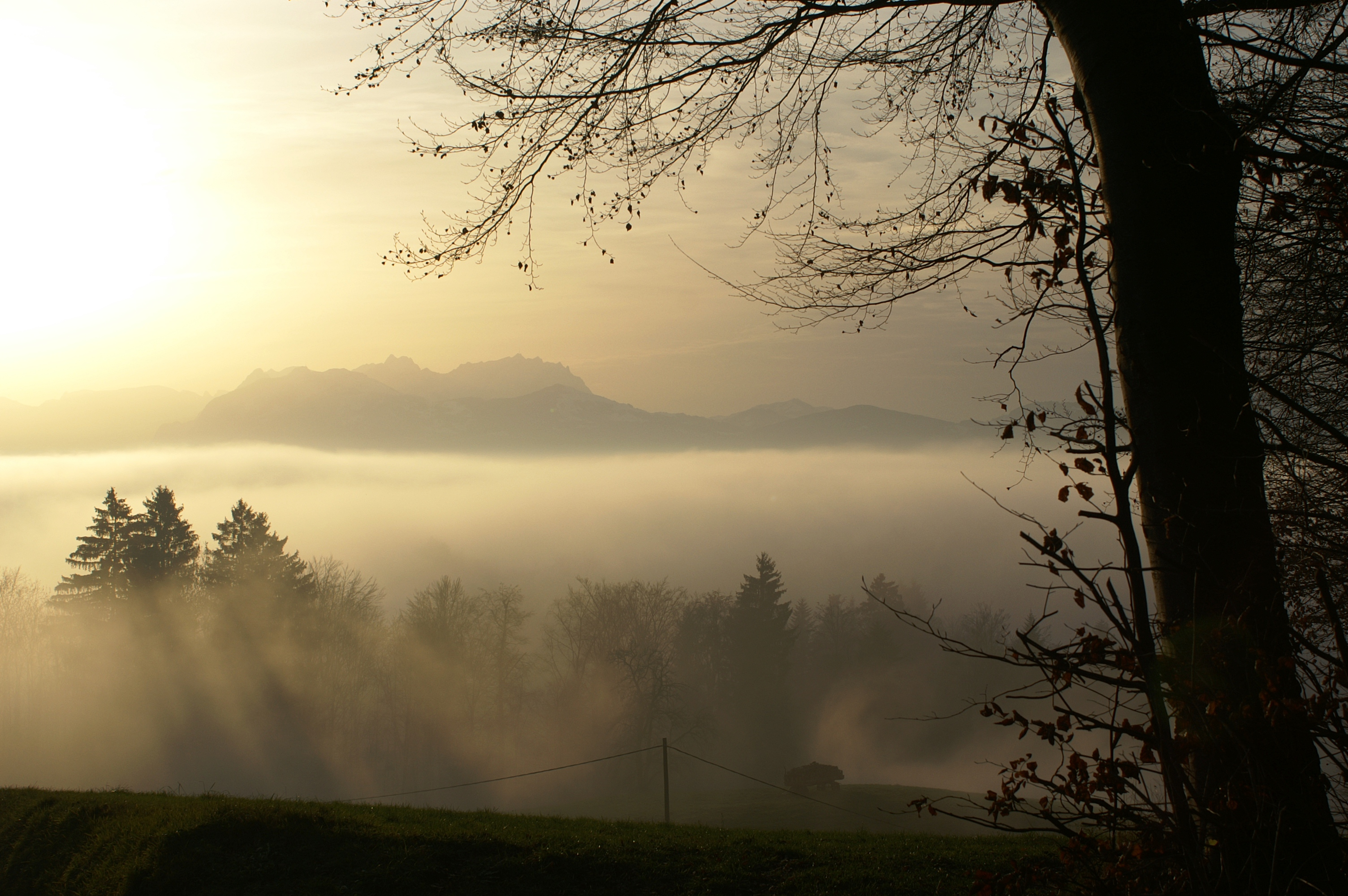
Dornbirn Rädermacher

Hội đồng thành phố Dornbirn có 36 ghế và được phân bổ cho các đảng sau đây:
- 21 Đảng Nhân dân Áo (ÖVP)
- 8 Đảng Dân chủ Xã hội Áo
- 4 Die Grünen (đảng Xanh)
- 3 Đảng Tự do Áo

Thị trưởng hiện tại (từ năm 2013) là Andrea Kaufmann (ÖVP).

### Quuan hệ quốc tế
Dornbirn có quan hệ đối tác liên thành phố với:
- Dubuque, Iowa, Hoa Kỳ
- Kecskemét, Hungary (1998)
- Sélestat, Pháp (2006)

## Văn hóa

### Bảo tàng
Bảo tàng Thành phố Dornbirn là bảo tàng địa phương của Dornbirn, chuyên về lịch sử của thành phố, nhiếp ảnh thời sơ khai, hàng thủ công truyền thống, nông nghiệp và ngành dệt may mà trước đây rất phát triển.

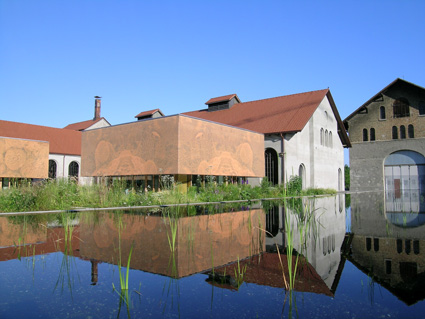
Inatura

Inatura là một bảo tàng lịch sử tự nhiên tương tác. Bảo tàng bao gồm một trung tâm tư liệu về thiên nhiên ở Vorarlberg, cùng với một cuộc triển lãm tương tác.
Mohren Biererlebniswelt là một bảo tàng bia của nhà máy bia lâu đời nhất Vorarlberg Mohrenbrauerei. Nó là nơi trưng bày các thiết bị sản xuất bia truyền thống và cung cấp những hiểu biết sâu sắc về lịch sử sản xuất bia. Ngoài ra, nó còn tổ chức các hội thảo về bia.
Bảo tàng Rolls-Royce là một bảo tàng ô tô thuộc sở hữu tư nhân. Nơi đây được cho là có bộ sưu tập xe Rolls-Royce lớn nhất thế giới.
 ART BODENSEE  là điểm hẹn thường niên của các nghệ sĩ, nhà sưu tập nghệ thuật và những người sành nghệ thuật. Kể từ năm 2001, nó bao gồm các cuộc triển lãm các tác phẩm của các nghệ sĩ quốc tế.
FLATZ Museum tự coi mình là một diễn đàn thúc đẩy nghệ thuật và văn hóa đương đại. Nó bao gồm các cuộc triển lãm đang thay đổi được thiết kế bởi các nhà quản lý khách quốc tế với trọng tâm là nghệ thuật nhiếp ảnh; nó tổ chức các bài đọc, loạt bài giảng, thảo luận và biểu diễn.

### Kiến trúc
Messestadion của Dornbirn là một Nhà thi đấu và là sân nhà của đội khúc côn cầu trên băng địa phương.
Một ví dụ về kiến trúc Vorarlberg hiện đại là LifeCycle - Tower ONE (LCT ONE), một dự án kiến trúc sáng tạo liên quan đến hiệu quả năng lượng và môi trường. Với tám tầng, nó là khu phức hợp kết hợp bằng mô-đun vật liệu gỗ đầu tiên; nó được xây dựng vào năm 2012.

## Kinh tế
Xưởng phim khu vực ở Vorarlberg của ORF (Tập đoàn phát thanh truyền hình Áo) đặt trụ sở tại Dornbirn.
Zumtobel Group là một công ty được giao dịch trên sàn chứng khoán Áo, ATX, là một trong nhiều công ty có trụ sở tại Dornbirn. thành phố trước đây là một trung tâm công nghiệp dệt chính, đã bị suy giảm nghiêm trọng từ những năm 1980.
 Mohrenbrauerei August Huber là nhà máy bia lâu đời nhất ở Vorarlberg và dẫn đầu thị trường trong lĩnh vực ẩm thực và bán lẻ.

## Vận tải

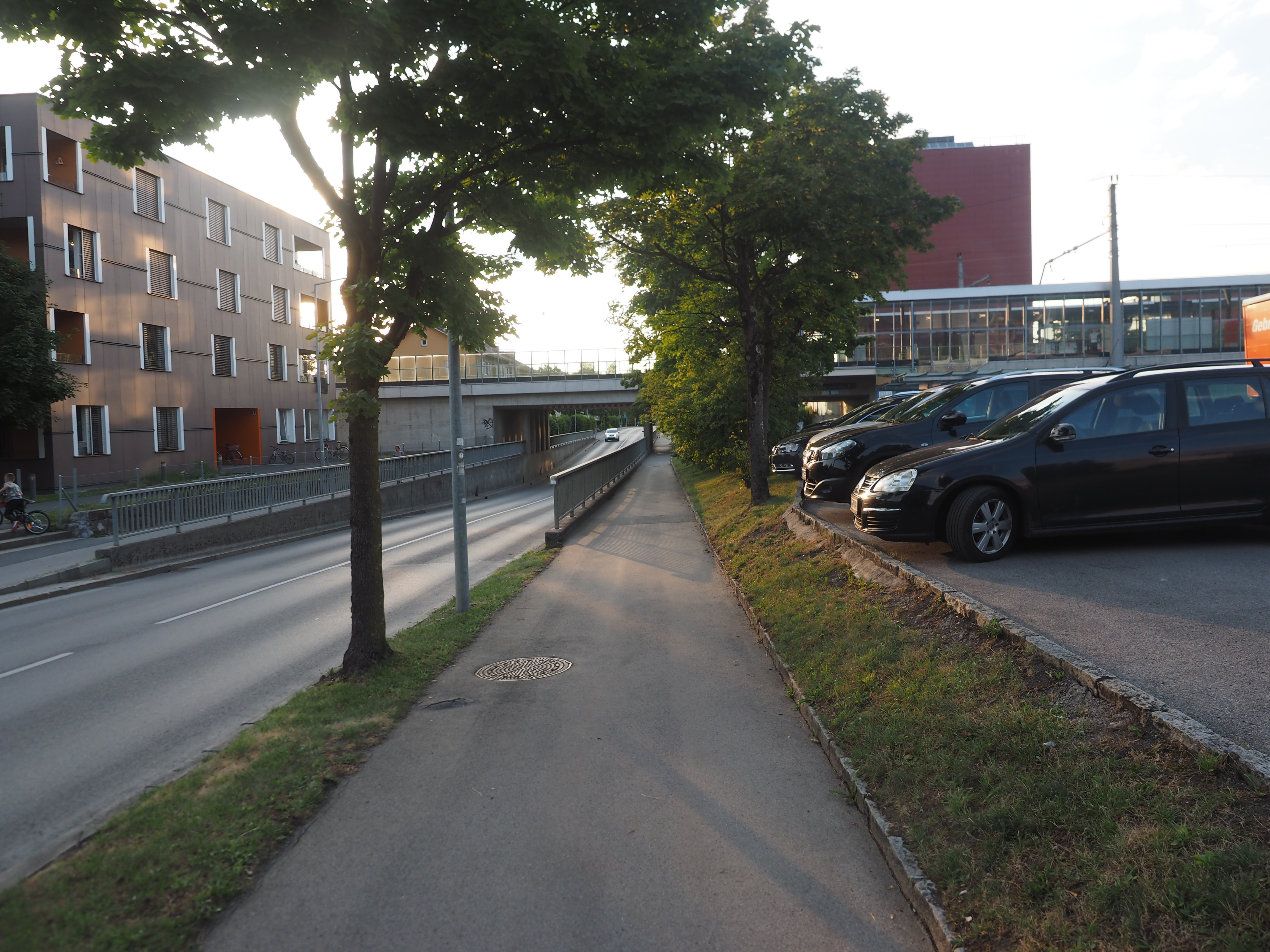
Cảnh của Höchsterstraße ở Dornbirn, Áo. Ở hình nền phía bên trái là nhà ga Dornbirn Schoren.

Nằm ở giữa thung lũng sông Rhein, Dornbirn là một ngã ba quan trọng của các tuyến xe buýt vùng và liên vùng, kết nối Bregenz với phía bắc, Feldkirch với phía nam và Rừng Bregenz ở phía đông. Xa lộ A14  Rheintal  (Autobahn) chạy ngang qua về phía tây. Đường hầm  Achrain  mở cửa vào năm 2009, kết nối trực tiếp Dornbirn / Haselstauden với Rừng Bregenz - vùng Alberschwende. Thành phố có một mạng lưới xe buýt nội thị tuyệt vời.
Ga xe lửa của Dornbirn là điểm dừng quan trọng cho tất cả các chuyến tàu giữa miền tây và miền đông nước Áo.
Một sân bay nhỏ nằm ở Hohenems gần đó.

## Giáo dục

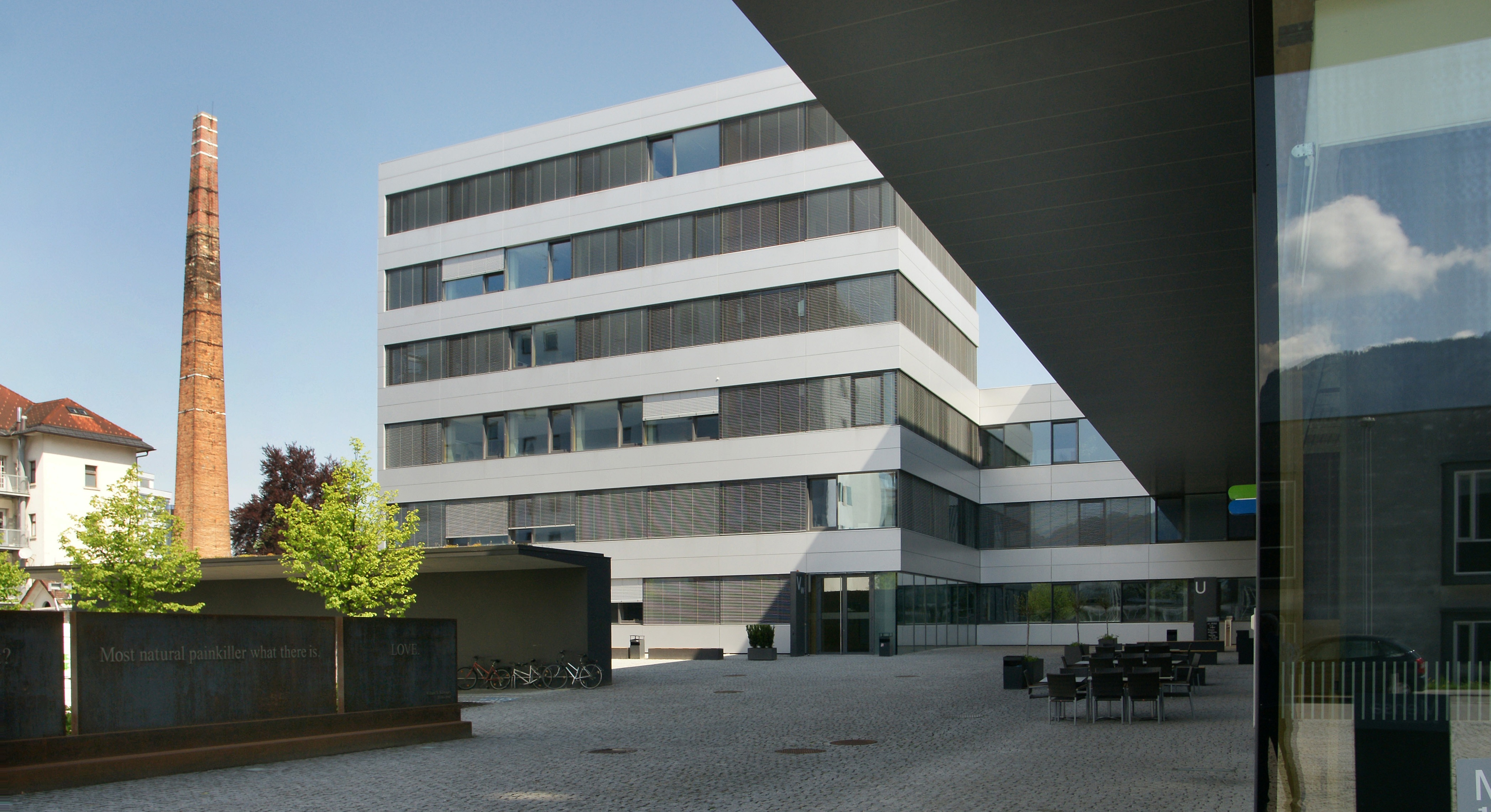
Đại học Khoa học Ứng dụng Vorarlberg

Các cơ sở giáo dục ở Dornbirn bao gồm Đại học Khoa học Ứng dụng Vorarlberg, hai trường trung cấp giáo dục phổ thông và một trường cao đẳng nghề kỹ thuật ( Höhere Technische Lehranstalt ).
 Đại học Khoa học Ứng dụng Vorarlberg  (tiếng Đức: Fachhochschule Vorarlberg) ban đầu được thành lập như một trường công nghệ vào năm 1989. Nó trở thành trường đại học được công nhận chính thức vào năm 1999. Hiện trường cung cấp bằng cử nhân và thạc sĩ về các lĩnh vực như Kinh doanh, Kỹ thuật & Công nghệ, Thiết kế và Công tác xã hội.

## Thể thao
Trong số các cơ sở thể thao quan trọng nhất ở Dornbirn là RHC Dornbirn, một trong những đội Khúc côn cầu mạnh nhất của Áo. Năm 2010, nó đã tổ chức Giải vô địch thế giới hạng B khúc côn cầu nam 2010.
Câu lạc bộ Bóng chày & Bóng mềm Dornbirn được thành lập vào năm 1990 và đã hai lần giành chức vô địch quốc gia Áo. BSC Dornbirn bao gồm một đội trẻ, hai đội nam và hai đội nữ.
Dornbirn đã tổ chức sự kiện World Gymnaestrada vào năm 2007 và 2019.

## The Mohrenbrauerei (Nhà máy bia Mohren)

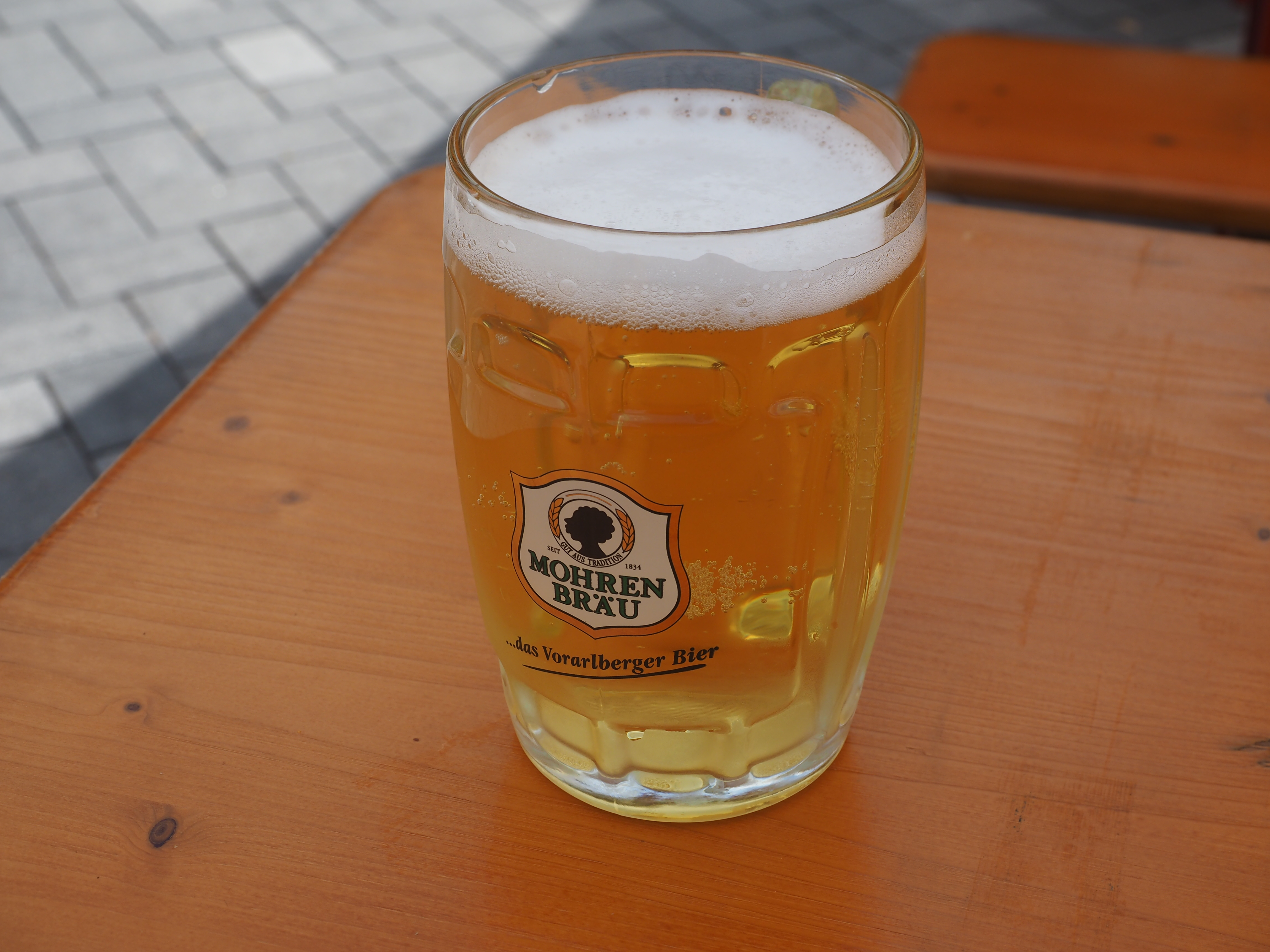
Ly bia Mohrenbräu

Mohrenbrauerei được thành lập tại Dornbirn vào năm 1834, là nhà máy bia hoạt động lâu đời nhất ở Vorarlberg.

## Những công dân nổi tiếng của Dornbirn
- Aaron Pilsan (sinh năm 1995), nghệ sĩ piano
- Tamira Paszek (sinh năm 1990), vận động viên quần vợt WTA
- Yvonne Meusburger (sinh năm 1983), vận động viên quần vợt WTA
- Ingrid Eberle (sinh năm 1957), vận động viên trượt tuyết
- Elfi Graf (sinh năm 1952), ca sĩ
- Wolfgang Flatz (sinh năm 1952), nghệ sĩ biểu diễn
- Karl Cordin (sinh năm 1948), vận động viên trượt tuyết
- Wolfgang Rümmele (1946–2019), Thị trưởng Dornbirn 1999-2013
- Margret Dünser (1926–1980), nhà báo
- Artur Doppelmayr (1922–2017), người tiên phong về thang kéo trượt tuyết
- Gerold Ratz (1919–2006), cựu Giám đốc Landesstatthalter của Vorarlberg
- Karl Aubert Salzmann (1876–1934), chủ tịch Hội đồng Liên bang (Áo)
- Johann Georg Waibel (1828–1908), Thị trưởng Dornbirn 1869–1908, thành viên của Đế chế Áo và Landtag
- Francis Martin Drexel (1792–1863), chủ ngân hàng và nghệ sĩ ở Philadelphia
- Niklas Lerchenmüller (sinh năm 1969), nhà khoa học